# 마들렌 사원
마들렌 사원(프랑스어: Église de la Madeleine)은 프랑스 파리에 위치해 있는 가톨릭 성당으로 파리 8구의 감제진지(瞰制陳를 차지하고 있다. 성당의 현재 모습은 나폴레옹의 군대의 영광을 위한 신전의 모습으로 만들어졌다. 성당 남쪽으로는 콩코르드 광장이 있으며, 동쪽으로는 방돔 광장, 그리고 서쪽으로는 성 아우구스틴, 파리가 위치해 있다. 이 성당은 그리스 건축 양식을 기반으로 지어졌으며 아테네의 파르테논 신전을 본 따 만들어졌다.